# Taiken-mon-in Horikawa
Taiken-mon-in Horikawa (jap. 待賢門院堀河 Taiken-mon-in Horikawa; zm. po 1142, znana także jako Rokujō) – japońska poetka, tworząca w okresie Heian. Zaliczana do Trzydziestu Sześciu Średniowiecznych Mistrzów Poezji, jak również do Trzydziestu Sześciu Mistrzyń Poezji.

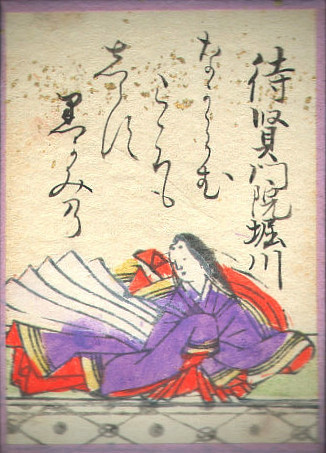
Taiken-mon-in Horikawa, ilustracja z Ogura hyakunin-isshu.

Córka Minamoto no Akinaki, starsza siostra Taiken-mon-in Hyōe. Służyła jako dama dworu Reishi – cesarzowej (kōgō) i najwyższej kapłanki (saiin) w Kamo-jinja, a następnie Taiken-mon-in, żony (nyoin) cesarza Toby. W 1142 lub 1143 r. wraz z Taiken-mon-in została mniszką buddyjską.
Twórczość Taiken-mon-in Horikawy zachowała się w całości w zbiorze Taiken-mon-in Horikawa shū. Sześćdziesiąt sześć utworów jej autorstwa zamieszczonych zostało w cesarskich antologiach poezji, w tym sześć w Kin'yō wakashū, po dwa w Shika wakashū i Shin kokin wakashū i piętnaście w Senzai wakashū. Była jedną z czternastu poetów, których wiersze zostały opublikowane w Kyūan hyakushu (cyklu stu wierszy ery Kyūan), sporządzonym na zlecenie cesarza Sutoku. Jeden z jej wierszy został także wybrany do Ogura hyakunin-isshu.